# Норвежская социал-демократическая рабочая партия
Норвежская социал-демократическая рабочая партия (норв. Norges Socialdemokratiske Arbeiderparti) — левоцентристская политическая партия в Норвегии, существовавшая в 1920-х годах. 

## История
После вступления Рабочей партии в Коминтерн в 1919 году её правое реформистское крыло покинуло партию, чтобы сформировать Социал-демократическую рабочую партию 1 марта 1921 года. Однако на партийном съезде в 1923 году Рабочая партия вышла из Коминтерна, и из её меньшинства была сформирована Коммунистическая партия Норвегии, которая продолжала свою связь с СССР и мировым просоветским коммунистическим движением до 1991 года. Социал-демократическая рабочая партия была поглощена реорганизованной Рабочей партией в 1927 году. Многие бывшие члены НСДРП, в том числе Олав Оксвик, после 1933 года оказывали значительное влиянием на политику воссоединившейся партии. 
Парадоксальным образом многие старые правые социал-демократы 1920-х годов после Второй мировой войны оказались на левом крыле Рабочей партии, потому что всё ещё оставались социалистами, по-прежнему дружелюбно относились к деревне и выступали за создание скандинавского оборонного альянса вместо членства в НАТО. Некоторые из них благосклонно отнеслись к основанной в 1953 году левооппозиционной газете «Ориентеринг», из фракции вокруг которой в 1961 году возникла Социалистическая народная партия, предшественница нынешней Социалистической левой партии.
Молодежным крылом партии был Норвежский социалистический союз молодёжи. В 1921—1923 годах партия симпатизировала Международному рабочему объединению социалистических партий, а с 1923 по 1927 годы входила в Социалистический рабочий интернационал.